# Казе Ронкаче (Болоња)
Казе Ронкаче (итал. Case Roncacce) је насеље у Италији у округу Болоња, региону Емилија-Ромања.
Према процени из 2011. у насељу је живело 24 становника. Насеље се налази на надморској висини од 817 м.